# Heteracanthocephalinae
Sous-famille
Les Heteracanthocephalinae sont une sous-famille d'acanthocéphales.

## Liste de genres et espèces
Selon World Register of Marine Species (27 mai 2010) :
- genre Heteracanthocephalus Petrochenko, 1956
  - Heteracanthocephalus hureaui Dollfus, 1964
  - Heteracanthocephalus peltorhamphi (Bayliss, 1944)
- genre Bullockrhynchus Chandra, Hanumantha-Rao & Shyamasundari, 1985